# Kościół w Lokrume
Kościół w Lokrume – świątynia należąca do diecezji Visby Kościoła Szwecji. Znajduje się w północno-zachodniej części Gotlandii.

## Architektura
Historia miejscowego kościoła sięga przynajmniej XII wieku. Z tego stulecia pochodzi północna ściana obecnej nawy oraz fragmenty północnej ściany prezbiterium; to pozostałości po budowli romańskiej. Późniejsze przebudowy zmieniły wygląd świątyni. Około połowy XIII wieku zbudowano większą część obecnego prezbiterium, inspirując się przy tym kościołami w Visby. Nieco później dostawiono pozostałą część nawy i zakrystię. Ostatni etap przebudowy przypadł na lata 70. XII wieku, kiedy to romańską wieżę zastąpiono obecną. Przebudowaną świątynię oddano do użytku sakralnego w 1277 roku.

## Wnętrze

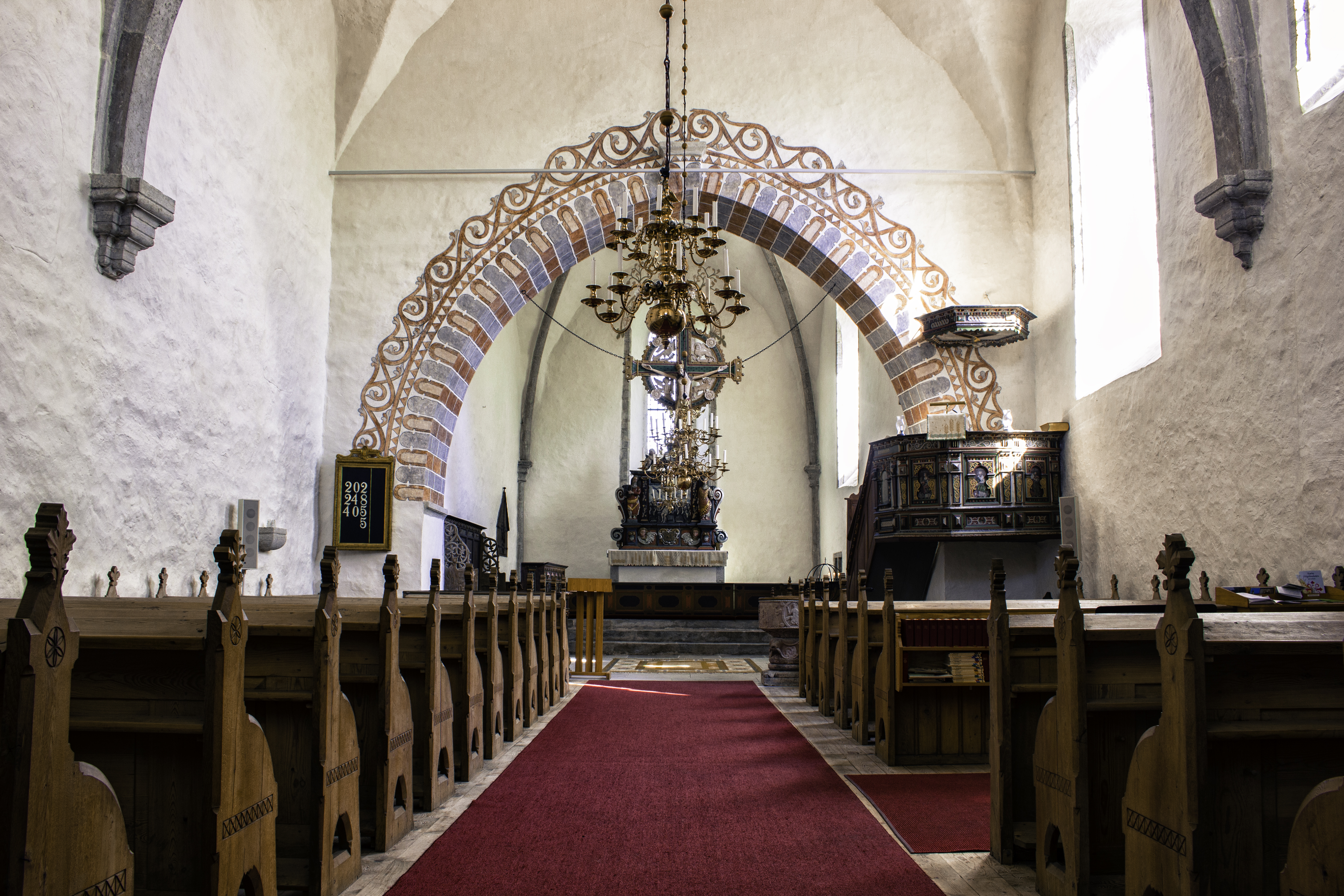
Wnętrze

Wnętrze świątyni zawiera znikomą ilość fresków z drugiej połowy XII wieku. Podczas renowacji w latach 1957–1962 odkryto także fragmenty XV-wiecznych malowideł, jednak okazały się one zbyt zniszczone, by móc je odrestaurować. Malowidła w zakrystii pochodzą z XVIII wieku.
Krzyż triumfalny powstał około 1200 roku. Chrzcielnica to dzieło pochodzące z drugiej połowy XII wieku, z warsztatu Majestatisa. W prezbiterium znajduje się płyta nagrobna sędziego Gervida Lauksa z 1380 roku. Ołtarz datowany jest na 1707 rok; przedstawia zmartwychwstałego Jezusa, z którego przebitego boku do kielicha obficie spływa krew. Ambona i ława w prezbiterium powstały w drugiej połowie XVII wieku.